# Simple Things
Simple Things es el álbum debut de la banda inglesa Zero 7, lanzado el 23 de abril de 2001. El álbum incluye las voces de Sia Furler (en las pistas "Destiny" y "Distractions"), Mozez (en "I Have Seen", "Simple Things" y "This World") y Sophie Barker (en "Destiny", "In the Waiting Line" y "Spinning"). "In the Waiting Line" fue usada en la banda sonora de la serie estadounidense House M. D..

## Lista de canciones
| N.º | Título                | Duración |  |
| 1.  | «I Have Seen»         | 5:07     |  |
| 2.  | «Polaris»             | 4:48     |  |
| 3.  | «Destiny»             | 5:38     |  |
| 4.  | «Give It Away»        | 5:17     |  |
| 5.  | «Simple Things»       | 4:24     |  |
| 6.  | «Red Dust»            | 5:40     |  |
| 7.  | «Distractions»        | 5:16     |  |
| 8.  | «In the Waiting Line» | 4:35     |  |
| 9.  | «Out of Town»         | 4:48     |  |
| 10. | «This World»          | 5:37     |  |
| 11. | «Likufanele»          | 6:24     |  |
| 12. | «End Theme»           | 3:38     |  |

| Pistas adicionales en la edición estadounidense |                    |          |  |
| N.º                                             | Título             | Duración |  |
| 13.                                             | «Salt Water Sound» | 5:30     |  |
| 14.                                             | «Spinning»         | 6:03     |  |

## Sencillos
Los siguientes sencillos fueron liberados del álbum:
- "I Have Seen" (4 de junio de 2001)

- - UK CD single UDR CDS 041

  1. "I Have Seen (Radio Edit)" 3.58
  2. "Salt Water Sound" 5.27
  3. "Spinning" 6.04

  - UK 12" single  UDR 041

  1. "I Have Seen" 5.07
  2. "Salt Water Sound" 5.27
  3. "Spinning" 6.04

  - AU CD single ZERO 1

  1. "I Have Seen (Radio Edit)" 3.58
  2. "Salt Water Sound" 5.27
  3. "Spinning" 6.04

  - UK CD promo PSCD001901

  1. "I Have Seen (Radio Edit)"  3.58
  2. "Give It Away"
  3. "In The Waiting Line (Radio Edit)"
  4. "Salt water Sound"  5.27

- "Destiny" (6 de agosto de 2001)

- - UK CD single UDR CDS 043

  1. "Destiny (Radio Edit)"  3.48
  2. "Destiny (Photek Remix Radio Edit)"  7.12
  3. "End Theme (Roni Size Remix)"  6.54

  - UK CD single UDR CDSX 043

  1. "Destiny (Full Length)"
  2. "Destiny (Hefner's Destiny Chill)"  6.03
  3. "Destiny (Simian Remix)"

  - UK 12" single  UDR 043

  1. "Destiny (Full Length)"
  2. "Destiny (Hefner's Destiny Chill)"  6.03
  3. "Destiny (Photek Remix)"  7.15

  - UK CD promo UDR CDS 043P

  1. "Destiny"  5.42

  - EU CD single  726.0043.122

  1. "Destiny (Radio Edit)"  3.48
  2. "Destiny (Photek Remix Radio Edit)"  3.34
  3. "Destiny (Hefner's Destiny Chill)" 6.01
  4. "End Theme (Roni Size Remix)" 6.54

  - US 12" single  GSTP 7020-1

  1. "Destiny (Full Length)"
  2. "Destiny (Hefner's Destiny Chill)"  6.03
  3. "Destiny (Photek Remix)"  7.15

  - US CD promo PRCD V50071

  1. "Destiny (Radio Edit)"  3.52
  2. "Destiny"  5.42
  3. "Destiny (Photek Remix)"  7.15
  4. "Destiny (Hefner's Destiny Chill)"  6.03
  5. "End Theme (Roni Size Remix)"  6.54

- "End Theme" (Roni Size remixes) (15 de octubre de 2001)

- - UK 12" single  UDR 042

  1. "End Theme (Roni's Tear It Up Remix)"
  2. "End Theme (Roni's Tear It Down Remix)"

- "In the Waiting Line" (5 de noviembre de 2001)

- - UK CD single UDR CDS 045

  1. "In the Waiting Line (Radio Edit)"  3.11
  2. "In the Waiting Line (Dorfmeister Con Madrid De Los Austrias Dub)"
  3. "Simple Things (Live)"

  - UK CD single UDR CDSX 045

  1. "In the Waiting Line (Full Length)"
  2. "In the Waiting Line (Aquanote's Naked Adaptation)"
  3. "In the Waiting Line (Diaspora Mix Instrumental)"

  - UK 12" single  UDR 045

  1. "In the Waiting Line (Full Length)"
  2. "In the Waiting Line (Slide Remix)"
  3. "In the Waiting Line (Dorfmeister Con Madrid De Los Austrias Dub)"

  - UK CD promo UDR CDS 045P

  1. "In the Waiting Line (Radio Edit)"  3.11

  - EU CD single  726.0045.122

  1. "In the Waiting Line (Radio Edit)"  3.11
  2. "In the Waiting Line (Dorfmeister Con Madrid De Los Austrias Dub)"
  3. "Simple Things (Live)"
  4. "In the Waiting Line (Aquanote's Naked Adaptation)"

  - EU 12" single  726.0045.130

  1. "In the Waiting Line (Full Length)"
  2. "In the Waiting Line (Slide Remix)"
  3. "In the Waiting Line (Dorfmeister Con Madrid De Los Austrias Dub)"

  - US 12" single  GSTP 7026-1

  1. "In the Waiting Line"  4.21
  2. "In the Waiting Line (Aquanote's Naked Adaptation)"
  3. "In the Waiting Line (Dorfmeister Con Madrid De Los Austrias Dub)"
  4. "In the Waiting Line (Diaspora Mix Instrumental)"

  - US CD promo PRCD V50076

  1. "In the Waiting Line (Radio Edit)"  3.11
  2. "In the Waiting Line"  4.21

- "Distractions" (18 de marzo de 2002)

- - UK CD single UDR CDS 046

  1. "Distractions (Radio Edit)"  4.08
  2. "Distractions (Bugz In The Attic Remix)"  5.36
  3. "Distractions (DJ Spinna Remix)"  4.16

  - UK CD single UDR CDSX 046

  1. "Distractions (Full Length Version)"
  2. "Distractions (Version Idjut)"  7.10
  3. "Distractions (Madlib's YNQ Mix)"  5.13

  - UK 12" single  UDR 046

  1. "Distractions (Bugz Co-Operative Dub)"
  2. "Distractions (DJ Spinna Remix)"  4.16
  3. "Distractions (Block 16 Remix)"  8.29

  - UK 12" single  UDRX 046

  1. "Distractions (Bugz Co-Operative Dub)"
  2. "Distractions (Madlib's YNQ Remix)"  5.13
  3. "Distractions (Version Idjut)"  7.10

  - UK CD promo UDRCDS046P

  1. "Distractions (Radio Edit)"  4.08

  - EU CD single  726.0046.122

  1. "Distractions (Radio Edit)"  4.08
  2. "Distractions (Bugz In The Attic Remix)"  5.36
  3. "Distractions (DJ Spinna Remix)"  4.16
  4. "Distractions (Version Idjut)"  7.10

  - US 12" single  QMG 5031-1

  1. "Distractions (Bugz In The Attic Remix)"  5.36
  2. "Distractions"  5.16
  3. "Distractions (Mad Libs YNQ Remix)"  5.13
  4. "Distractions (DJ Spinna Remix)"  4.16

## Personal[4]
- Henry Bins - Autor de las pistas 2 a 10, 12, 13
- Sam Hardaker - Autor de las pistas 2 a 10, 12, 13
- Sia Furler - Voz en "Destiny" y "Distractions"
- Mozez - Voz en "I Have Seen", "Simple Things" y "This World"
- Sophie Barker - Voz en "Destiny", "In the Waiting Line" y "Spinning". Autora de "Spinning"
- Jeremy Stacey - Batería en pistas 1, 8
- Dedi Madden - Guitarra en pistas 1, 7
- Ollie Savill - Percusión en pista 2
- Miggi Barradas - Batería en pista 4
- Graeme Stewart - Trompeta en pistas 4, 6
- Max Beesley - Piano electrónico en pista 5
- Dan Litman - Flauta en pista 6
- Phil Thornally - Guitarra, bajo en pista 9
- Simon Elms - Trompeta en pista 9
- Jenny Arrel - Percusión en pista 11
- Pete Trotman - Bajo en pistas 1 a 4, 6 a 8
- Allan Simpson - Guitarra en pistas 3, 4, 6
- Sally Herbert - Violín en pistas 1, 7, 10, 11
- The Brilliant Strings - Cuerdas en pistas 1, 4 a 6